# RCS Florennois
RCS Florennois is een Belgische voetbalclub uit Florennes. De club is bij de KBVB aangesloten met stamnummer 268 en heeft geel en zwart als kleuren. De oude club speelde in haar bestaan 12 jaar in de nationale reeksen.

## Geschiedenis
Voetbalclub Cercle Sportif Florennois werd opgericht in 1921 en sloot zich op 1 juli van dat jaar aan bij de Belgische Voetbalbond. Men ging er van start in de regionale reeksen.
Tijdens de Tweede Wereldoorlog, in 1942, bereikte CS Florennois voor het eerst de nationale bevorderingsreeksen, in die tijd het derde niveau. Men eindigde het debuutseizoen echter allerlaatste in de reeks en degradeerde zo weer na een seizoen. In 1945, op het eind van de oorlog, besliste de voetbalbond echter om de degradaties uit de oorlogsjaren ongedaan te maken, waardoor CS Florennois dat jaar weer mocht aantreden in de nationale bevorderingsreeksen. Ditmaal kon men zich wel handhaven en eindigde men er de eerste twee seizoenen zelfs in de subtop. Na een paar moeilijker seizoenen werd men in 1949 echter weer laatste en zakte men weer naar de provinciale reeksen.
In 1951 werd de club koninklijk en de clubnaam werd RCS Florennois. Dat jaar promoveerde men nog eens naar de nationale reeksen, maar men eindigde er voorlaatste, op een degradatieplaats. In 1952 werden echter grote competitiehervormingen doorgevoerd. Het aantal clubs in de hogere reeksen werd verminderd, maar er werd ook een nieuwe Vierde Klasse gecreëerd, die voortaan de nationale bevorderingsreeksen zou vormen. Hoewel Florennois een niveau degradeerde, bleef de club zo wel in de nationale reeksen spelen. RCS Florennois kon zich nog meerdere seizoenen handhaven in Vierde Klasse, tot men in 1958 nog eens op een degradatieplaats strandde. Na zeven seizoenen onafgebroken nationaal voetbal zakte men zo nogmaals naar de provinciale reeksen.
RCS Florennois zou de volgende decennia niet meer terugkeren in de nationale reeksen en in de provinciale reeksen blijven spelen met wisselende resultaten. Op het eind van de 20ste eeuw speelde men nog in Eerste Provinciale, het hoogste provinciale niveau, maar in het begin van de 21ste eeuw kende men een snelle terugval. Na verschillende seizoenen in Tweede Provinciale zakte men in 2007 immers naar Derde Provinciale en in 2008 zakte men al meteen verder weg naar Vierde Provinciale, het allerlaagste niveau. Dankzij een titel in 2010 keerde men even terug in Derde, om in 2012 toch weer te degraderen.